# Rock Goddess
Rock Goddess („Rockgöttin“) ist eine New-Wave-of-British-Heavy-Metal- und Hard-Rock-Band aus London, die 1977 gegründet wurde und seitdem mit Unterbrechungen aktiv ist. Kurzzeitig nannte sich die Gruppe auch Braindance.

## Geschichte
Die Ursprünge der Gruppe führen nach Wandsworth auf die Mitte der 1970er Jahre zurück, als die beiden Schwestern Jody (13 Jahre; Gesang, E-Gitarre) und die jüngere Julie Turner (9 Jahre; Schlagzeug) durch ihren Vater John Turner, der bereits mehrfach mit dem Musikgeschäft zu tun hatte, dazu ermutigt wurden, sich musikalisch auszudrücken. Anfang 1977 stieß zu den beiden die 13-jährige Schulfreundin und Bassistin Tracey Lamb, was zur Gründung von Rock Goddess führte. Als Keyboarderin und Gitarristin kam außerdem kurz darauf noch Donnica Colman hinzu. Proben hielt die Gruppe in den Proberäumen des Vaters der Turner-Schwestern ab, der einen Musikladen besaß. Dieser wurde auch später Manager der Gruppe. Er war zudem selbst Musiker in den 1960er Jahren gewesen. Da noch nicht alle Mitglieder 14 Jahre alt waren, blieben der Gruppe zuerst richtige Auftritte verwehrt, weshalb man sich auf das Proben konzentrierte. Ihren ersten öffentlichen Auftritt hatte die Band 1980 im 101 Club in Clapham. Bis Anfang 1981 wurde nur eine Handvoll Konzerte gespielt, für gewöhnlich noch mit einer weiteren Person als Vertretung am Schlagzeug. Erst als Julie Turner das Alter von 14 Jahren erreicht hatte, war es Rock Goddess möglich, legal in Clubs aufzutreten sowie dafür bezahlt zu werden. Durch ein erstes Demo konnte sich die Band mit dem Lied Make My Night einen Platz auf dem 1981er Sampler Making Waves von Girlfriend Records sichern, auf dem weitere Bands mit nur weiblichen Mitgliedern zu hören sind. Karine von Androids of Mu hatte den Sampler initiiert und auch produziert.
Durch die Veröffentlichung konnte die Band ihre Bekanntheit steigern und es ging mit The Gymslips und Androids of Mu, zwei der Bands, die auf dem Sampler enthalten sind, auf Tour. Kurz darauf wurde das Magazin Kerrang auf die Band aufmerksam und führte sie Ende 1981 in ihrer Rubrik Armed and Ready auf. In der Folge versuchte die Presse zwischen Rock Goddess und der bekannteren, nur mit Frauen besetzten Metal-Band namens Girlschool eine „freundliche Rivalität“ aufzubauen, aus der erstere Band jedoch versuchte, sich herauszuhalten und stattdessen musikalisch zu überzeugen. 1982 war es der Band möglich, mehr Geld durch größere Auftritte einzunehmen, wobei sie regelmäßig im Marquee Club auftrat. Ein neues Demo, das die Lieder One Hot Night, Heavy Metal Rock ’n’ Roll, Make My Night und My Angel enthält, eröffnete der Band die Chance, auf dem 1982er Reading Festival aufzutreten. Das Demo war von Vic Maile produziert worden. Vor den Aufnahmen hatte Donnica Colman die Besetzung verlassen. Auch steuerten die Turner-Schwestern in diesem Jahr Begleitgesang zu dem Samson-Lied Living, Loving, Lying bei, das sich auf der Rückseite der Single Red Skies befindet. Durch den Festivalauftritt weckte die Band die Aufmerksamkeit verschiedener Labels wie EMI und CBS, woraufhin sie einen Plattenvertrag über die Veröffentlichung von zehn Alben bei A&M Records unterzeichnete. Dann begannen die Aufnahmen zum Debütalbum. Unterstützt wurde die Gruppe dabei erneut von dem Girlschool-Produzenten Vic Maile. Vorab wurde noch vor Ende des Jahres die Single Heavy Metal Rock ’n’ Roll mit der B-Seite Satisfied Then Crucified veröffentlicht. Die Single löste eine gesteigerte Anfrage von Magazinen, nach Radio-Interviews sowie Fernsehauftritten aus. Unter anderem wurden Live-Versionen der Lieder Satisfied Then Crucified, Back to You, Take Your Love Away, To Be Betrayed und The Love Lingers Still, die alle auf dem später erscheinenden Debütalbum zu hören sind, für die Friday Rock Show der BBC aufgenommen. Der Auftritt wurde am 26. November 1982 ausgestrahlt. Das Jahr beendete die Band mit ihrer ersten Club-Tour, bei der sie erstmals auch außerhalb Londons auftrat. Zu diesem Zeitpunkt war noch geplant, das Debütalbum The Goddessa File zu nennen. Anfang 1983 erschien es jedoch stattdessen selbstbetitelt. Anzüglicheren Songs wie Give Me Sex oder I Ain't Got a Man to Love blieb eine Aufnahme jedoch verwehrt; sie wurden weiterhin nur live dargeboten.
Aufgrund des Albums konnte die Band ihre Bekanntheit weiter ausbauen und die Verkäufe waren recht zufriedenstellend. Es folgten die nächsten Auftritte, darunter die Teilnahme an der Radio-Show In Concert von BBC Radio. Die Band steuerte insgesamt eine halbe Stunde an Material bei und war neben Chevy zu hören. Als erste Single des Albums wurde das Lied My Angel ausgekoppelt, die Platz 75 der britischen Singlecharts belegte. Als weitere Lieder sind In the Heat of the Night und Our Love Is Gone auf dem Tonträger enthalten. Die Songs sind auf keinem regulären Album zu finden. Für Auftritte im Vorprogramm einer Europatournee von Iron Maiden im April 1983 kam Kat Burbella als zweite Gitarristin zur Gruppe. Währenddessen ließ Tracey Lamb erste Unzufriedenheiten mit der Band verlauten. In der zweiten Jahreshälfte begannen jedoch schon auf Verlangen von A&M Records die Arbeiten zum zweiten Album. Kurz darauf verließ Lamb die Besetzung nach einem Auftritt im Hammersmith Odeon und gründete ihre eigene, ebenfalls komplett weiblich besetzte Band namens She. In der Folge trat bereits kurze Zeit später Burbella auch dieser Gruppe bei. Hierbei handelte es sich jedoch um ein kurzes und erfolgloses Projekt und Lamb ging später zu Girlschool.
Zu den Turner-Schwestern stieß schon bald die 19-jährige Bassistin und Keyboarderin Dee O’Malley und die Band wurde als Trio fortgesetzt. Vor dem Hinzukommen von O’Malley hatte die Band noch einen Auftritt für das deutsche Fernsehen absolviert, bei der die Girlschool-Gitarristin Kelly Johnson ausgeholfen hatte. Nachdem sich das Verhältnis unter den dreien gefestigt hatte, wurden die Arbeiten am zweiten Album innerhalb von ein paar Wochen beendet, sodass es gegen Ende des Jahres 1983 unter dem Namen Hell Hath No Fury erscheinen konnte. Als Produzent war hier Chris Tsangarides tätig gewesen. Jody Turner hatte insgesamt nur zwei Wochen Zeit gehabt, um das Album zu schreiben. Es verkaufte sich etwa so gut wie der Vorgänger, wobei man von der US-Veröffentlichung, die 1984 erschien und eine leicht veränderte Trackliste und ein anderes Cover aufweist, profitierte. Insgesamt waren die beiden Lieder No More und I've Seen It All Before durch das Titellied und I Didn’t Know I Loved You (Till I Saw You Rock and Roll), eine Coverversion, die im Original von Gary Glitter stammt, ersetzt worden. Eine achttägige Tour mit UFO musste die Gruppe absagen, da Julie Turner noch zur Schule ging und laut Gesetz nicht mehr als an sechs Konzerten hintereinander mitwirken durfte.
Um das Album zu bewerben, schlossen sich Auftritte in Europa mit Def Leppard an. Auftritte im Vorprogramm von Fastway setzten die Reihe fort. Zudem wurde eine Tour durch die USA mit Y&T durchgeführt, an der Julie Turner aus rechtlichen Gründen nicht teilnehmen konnte und das Schlagzeug stattdessen einer Aushilfskraft überlassen musste. Ein Konzert hiervon wurde mitgeschnitten und für die zweite Teilnahme an In Concert verwendet. 1984 beruhigte sich die Bandsituation wieder etwas und man schmiedete Pläne für Auftritte in den USA, obwohl die Reaktionen dort bis dato eher verhalten gewesen waren. Im selben Jahr erschien über A&M Records die Single I Didn’t Know I Loved You (Till I Saw You Rock and Roll) mit dem Lied Hell Hath No Fury als B-Seite. Beide Stücke wurden als exklusive Songs angepriesen, jedoch waren sie zuvor schon für die US-Version des zweiten Albums verwendet worden. Die Abbildung auf der Rückseite der Single ist hierbei das Frontcover der US-Version von Hell Hath No Fury. Das Titellied der Single erreiche Platz 57 der britischen Singlecharts. Der Veröffentlichung folgten Auftritte in ganz Großbritannien, wobei die Gruppe auch zum dritten Mal an In Concert beteiligt war. Ferner spielte sie auf dem europäischen Festland, wo sie neuere Kompositionen wie Here I Go Again oder ihre Version des Cher-Liedes Bang Bang (My Baby Shot Me Down) vorstellte, deren Veröffentlichung für das nächste Album geplant war. So war die Band 1984 und 1985 als Vorgruppe für eine Frankreich-Tournee von Saxon und Spider gebucht worden. Später im Jahr 1984 begannen die Arbeiten zu diesem Album mit Paul Samson und Chris Tsangarides. Der erste Satz Demoaufnahmen blieb unveröffentlicht, während beim zweiten Satz Darren Wharton von Thin Lizzy Keyboardpassagen hinzugefügt wurden und Jon Mikl Thor Gesangspassagen zu einer aktualisierten Version von Rock n' Roll '85 beisteuerte. Die Aufnahmen wurden jedoch aufgrund der Trennung von A&M Records abrupt beendet.
In den folgenden sechs Monaten wurde es still um die Gruppe, ehe sie sich in der britischen Musik-TV-Sendung ECT zurückmeldete und bestätigte, auch weiterhin aktiv sein zu wollen. In der Sendung spielte sie Satisfied Then Crucified sowie die neuen Lieder So Much Love und Love Is a Bitch. Danach setzte die Band mit Paul Samson und seinem Freund, dem Produzenten Jo Julian, die Arbeiten zum dritten Album fort. Dabei wurden ein paar neue Lieder herangezogen, weil andere, die die Musikerinnen als nicht gut genug erachteten, gestrichen worden waren. Die Aufnahmen wurden in der zweiten Hälfte des Jahres 1985 beendet, jedoch war Rock Goddess noch ohne Plattenvertrag. Die Suche setzte sich im Jahr 1986 fort, während weiterhin Konzerte gegeben wurden. Als Gegenzug für die Hilfe, die sie von Paul Samson erhalten hatten, steuerten die Bandmitglieder Begleitgesang für das Samson-Album Joint Forces bei. Die Gruppe erlangte dann einen Vertrag bei dem französischen Label Just in Distribution, das sich interessiert zeigte, das Album in begrenzter Stückzahl in Europa zu veröffentlichen. Währenddessen hatte Dee O’Malley im Jahr 1986 aufgrund ihrer Schwangerschaft die Band verlassen. Der Ausstieg wurde den Turner-Schwestern kurzfristig und unerwartet mitgeteilt und wurde durch das Hinzukommen der Bassistin Julia Longman und der Keyboarderin Becky Axten kompensiert. Wegen O’Malleys Ausscheiden musste die Band ihr Vorhaben, in den USA aufzutreten, wieder verwerfen. Mit der veränderten Besetzung ging die Gruppe insgesamt sechs Monate auf Tournee.
Anfang 1987 wurde das dritte Album Young & Free veröffentlicht, vorab war 1986 bereits die Single Love Has Passed Me By bei demselben Label veröffentlicht worden. Als weiteres Lied ist Just In auf dem Tonträger enthalten. Der Veröffentlichung des Albums folgten Auftritte, aufgrund der fehlenden Unterstützung eines großen Labels jedoch fast ausschließlich nur in Großbritannien. Da das Album in geringer Stückzahl lediglich außerhalb Großbritanniens erschienen war, blieb die Veröffentlichung fast unbemerkt, woraufhin sich Rock Goddess im Herbst 1987 auflöste. Die Mitglieder versuchten andere Projekte zu gründen, was jedoch nachhaltig einzig den Turner-Schwestern mit der Jody Turner Band gelang. 1994 flammte das Interesse an Band noch einmal kurz auf, als Young & Free erstmals in Großbritannien über Thunderbolt Records in Form einer CD erschien.
In der zweiten Hälfte des Jahres 1993 fand sich die Band wieder zusammen und bestand jetzt neben Jody Turner aus der Gitarristin Isabella Fronzoni, der Bassistin Aki Shibahara und der Schlagzeugerin Nicola Shaw. Nachdem Fronzoni die Besetzung verlassen hatte, benannte Turner die Band in Braindance um. Nach zwei Jahren und ein paar Proben nebst Konzerten kam es zur Auflösung.

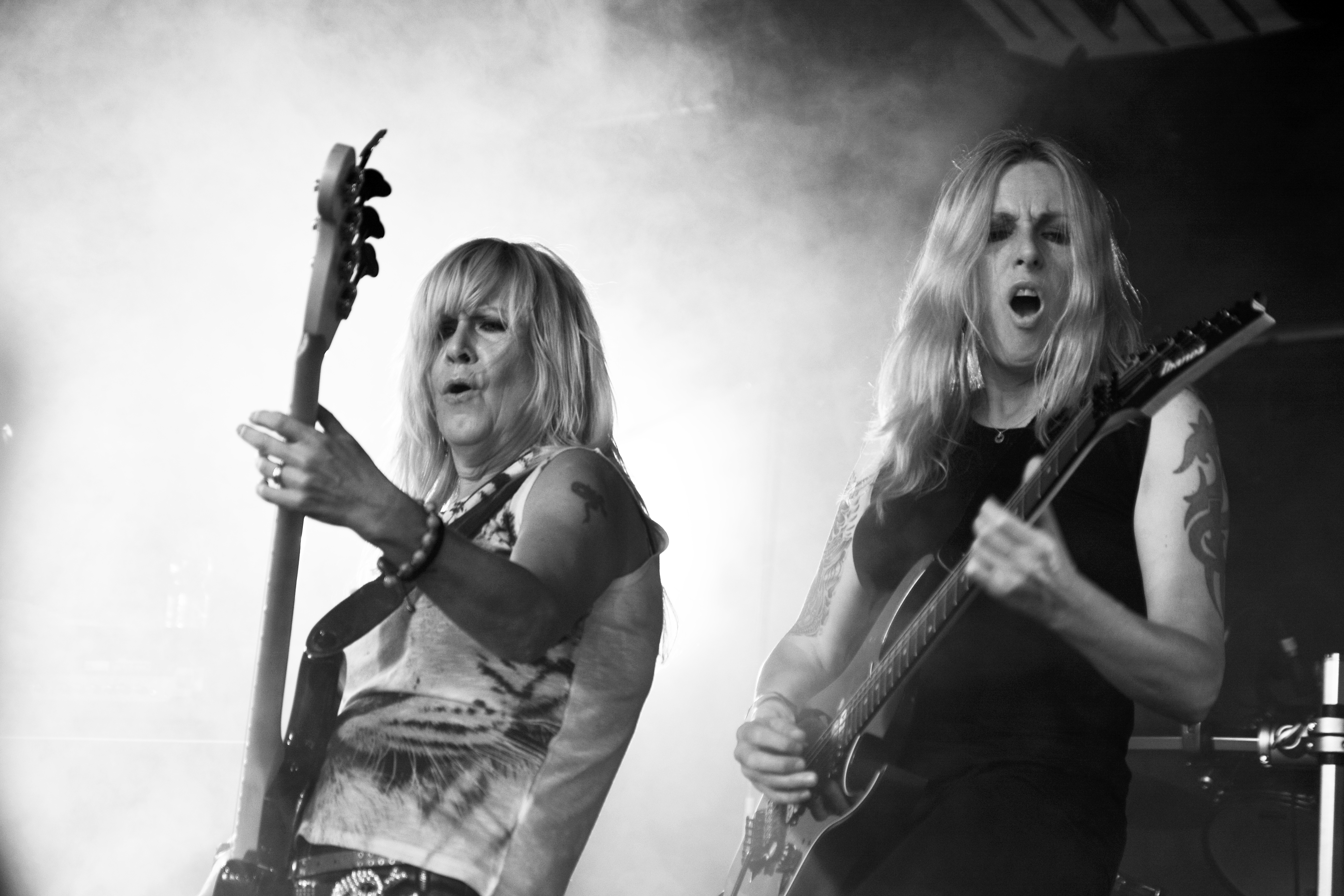
Tracey Lamb und Jody Turner auf dem Headbangers Open Air 2015

Im Dezember 2009 war die reformierte Band auf dem Hard Rock Hell Festival zu sehen. Für das nächste Jahr war ein Auftritt auf dem Headbangers Open Air geplant, der jedoch abgesagt wurde, da die Band schon nicht mehr aktiv war. Im März 2013 fand sich die Band, wieder bestehend aus den Turner-Schwestern und Lamb, permanent zusammen und probte ab April 2014 für ein neues Album, das den provisorischen Namen Unfinished Business trug. 2015 und 2017 gelang es der Band, für einen Auftritt auf dem Headbangers Open Air engagiert zu werden. 2015 war sie auch auf dem Sweden Rock Festival zu sehen. Im folgenden Jahr nahm die Gruppe am Keep It True teil. Auch suchte die Band nun nach den weiteren Aufnahmen, die zwischen Hell Hath No Fury und Young & Free entstanden waren, um sie als Album mit bisher unveröffentlichten Stücken zu publizieren. Das ursprünglich geplante vierte Studioalbum blieb wider Erwarten aus. Das Trio nahm stattdessen eine EP auf und veröffentlichte sie.
Tracey Lamb verließ Rock Goddess im Juli 2018 und schloss sich Anfang 2019 erneut Girlschool an, wo sie die Bassistin Enid Williams ersetzte. Jenny Lane übernahm derweil für Lamb bei Rock Goddess. Nach einer Verzögerung brachte das neue Rock-Goddess-Roster sein viertes Album im Februar 2019 heraus und das erste seit über 30 Jahren mit dem Titel This Time.

## Stil
Malc Macmillan gab in seinem Buch The N.W.O.B.H.M. Encyclopedia an, dass das Magazin Kerrang Gruppen wie Black Sabbath, Led Zeppelin, Iron Maiden, Def Leppard und Kiss als Einflüsse der Band nannte. Die Musik von Rock Goddess sei „heavier“ und schlüpfriger als die der leichter zugänglichen Gruppe Girlschool oder die anderer Bands mit Frontfrauen wie Canis Major, After Hours und Thin End of the Wedge. Auf der Debütsingle habe man die Kompositionsstruktur von Girlschool und The Runaways als Grundlage genommen und durch die Attitüde von The Slits und die Aggression von P.M.T. angereichert, wodurch man den Weg für spätere Bands wie L7, Babes in Toyland und Lunachicks geebnet habe. Die Musik des Debütalbums sei kraftvoll und kompromisslos, wobei viele Songs sich um Sex drehen würden. Hell Hath No Fury gebe sich „polierter“ und setze erstmals auch Keyboard-Elemente ein, wobei das Album in ambitioniertere Bereiche vordringe. Young & Free sei eingängiger und kultivierter, wobei manche Lieder jedoch identitätslos und auswechselbar wirken würden.
Otger Jeske schrieb in NWoBHM New Wave of British Heavy Metal The glory Days, dass die Band auf dem Debütalbum nicht wie ein Girlschool-Abklatsch klingt, da sich Jody Turner beim Schreiben der Lieder stark durch Iron Maiden und Def Leppard habe beeinflussen lassen. Neil Jeffries befand in seinem Buch Kerrang! The Direktory of Heavy Metal, dass die Band traditionellen Metal spielt, der jedoch nicht an den von Girlschool herankomme. Lee Martyn verriet in seinem Buch Masters of Metal, dass Julie Turner am stärksten durch den Queen-Schlagzeuger Roger Taylor beeinflusst wurde. Insgesamt sei die Gruppe durch Led Zeppelin, AC/DC, Y&T und Iron Maiden inspiriert worden. Die Rhythmusabteilung sei in den Liedern sehr „heavy“, wodurch kraftvolle Gitarren-Soli möglich seien. Der Gesang erhalte harmonische Unterstützung durch die anderen beiden Mitglieder. Das Debütalbum sei abwechslungsreich, virtuos und professionell, wobei Lieder wie Satisfied Then Crucified eher an Lederkluft tragende Macho-Männer erinnern würden. Weiche oder süßlich wirkende Elemente suche man auf dem Album vergebens. Das zweite Album wirke polierter.  Laut metaladies.com hat Jody Turner die Band aufgrund des Erfolges von The Runaways gegründet. Im Interview mit Greg Moffitt von ironfistzine.com gab die Band an, dass sie vor allem durch den Vater der Turner-Schwestern mit Musik in Kontakt gekommen ist und die Bandgründung ihm zu verdanken sei. Tracey Lamb gab AC/DC, Black Sabbath, Led Zeppelin, The Runaways und Van Halen als Einflüsse an, während Jody noch Kiss hinzufügte. Moffitt stellte vor allem in den frühen Aufnahmen einen Punk-Einfluss fest. Dies bestätigte Jody, indem sie sagte, dass die Mitglieder damals Fans der Sex Pistols gewesen seien. Im Interview mit Dimitris Kazantzis von rockpages.gr gab Jody Turner The Runaways als großen Einfluss auf die Gruppe an und stellte auch klangliche Parallelen zu dieser fest, während sie einen Vergleich zu Girlschool als wenig sinnhaft erachtete. todestrieb.co.uk gab den Kerrang-Artikel aus der Rubrik Armed and Ready wieder, in der geschrieben wurde, dass die Band etwas an die rohe Kraft von Motörhead erinnert, wobei Girlschool melodischer sei, und gelegentlich auch Gemeinsamkeiten zu Judas Priest durchscheinen lasse.
Martin Popoff schrieb in The Collector’s Guide of Heavy Metal Volume 2: The Eighties, dass die Band das Folgephänomen von Girlschool ist. Auf dem Debütalbum gebe es klangliche Parallelen zu dieser Band, aber auch zu The Runaways und Quiet Riot. Die Band beziehe die ganze Geschichte von weiblich besetzten Hard-Rock-Bands in ihre Songs ein und verarbeite auch Elemente der New Wave of British Heavy Metal. Die Band vermeide es jedoch, den Klang dieser Genres oder den von Girlschool zu imitieren. Hell Hath No Fury habe einen kreischenden und albernen Charakter und mutiere durch die schlechte Produktion zum „Garagen-Metal“. Es würden zu viele für die 1980er Jahre typischen Klänge mitschwingen. Charme sei durch moderne Elemente, wilde Elemente durch synthetisch klingende Gruppengesänge und Raison d’Être durch wilde Party-Rock-Nummern ersetzt worden. Charly Rinne vom Metal Hammer schrieb über die Single I Didn’t Know I Loved You (Till I Saw You Rock and Roll), dass ihn das Original von Gary Glitter damals eher gelangweilt hat und Rock Goddess diesem Song nun Power verliehen habe. Laut Matthias Mader vom Rock Hard wurde die Band früher als „Girlschools kleine Schwestern“ bezeichnet. Ein paar Jahre später bezeichnete Mader die Gruppe in einer weiteren Ausgabe als „[d]ie nach Girlschool populärste All-Girl-Formation der NWOBHM“, die ersten beiden Alben seien Genre-Klassiker. Das dritte Album falle aus dem Rahmen und sei mit dem „missratenen“ Girlschool-Album Running Wild vergleichbar. Im Interview mit ihm gab Jody Turner an, dass sie Rock Goddess schon immer als eine Mischung aus Metal und Punk angesehen hat. In einer älteren Ausgabe des Magazins schrieb Uwe Lerch über Hell Hath No Fury, dass die Band hierauf härter klingen will als zuvor, jedoch könne man davon nicht viel erkennen. Sie klinge hierauf auch nicht anders als Girlschool. Ihm fiel vor allem „Jody Turners Reibeisenstimme“ auf, die jedoch durch die eingesetzten Chorgesänge qualitativ gemindert werde.

## Diskografie
- 1981: Demo 1981 (Demo, Eigenveröffentlichung)
- 1982: Demo 1982 (Demo, Eigenveröffentlichung)
- 1982: Heavy Metal Rock 'n' Roll (Single, A&M Records)
- 1983: My Angel (Single, A&M Records)
- 1983: Rock Goddess (Album, A&M Records)
- 1983: Hell Hath No Fury (Album, A&M Records)
- 1984: I Didn’t Know I Loved You (Till I Saw You Rock and Roll) (Single, A&M Records)
- 1986: Love Has Passed Me By (Single, Just In Distribution)
- 1987: Young & Free (Album, Just In Distribution)
- 1998: Rock Goddess / Hell Hath No Fury (Kompilation, Renaissance Records)
- 2007: Anthology (Kompilation, Renaissance Records)
- 2017: It's More Than Rock and Roll (Single, Eigenveröffentlichung)
- 2019: This Time (Album)